# Urroz
Urroz officiellement (Urrotz en basque ou Urroz de Santesteban en espagnol) est une ville et une municipalité de la Communauté forale de Navarre (Espagne).
Elle est située dans la zone bascophone de la province où la langue basque est coofficielle avec l'espagnol et à 60 km de sa capitale, Pampelune. Le secrétaire de mairie est aussi celui de Donamaria, Beintza-Labaien et Oiz.

## Toponyme
Le toponyme apparait en 1270 avec le nom de pero ieneguiç de hurroç, puis hurroz en 1280.
Urroz est en usage de 1534 jusqu'à la fin du XXe siècle. Urrotz en basque devient le toponyme officiel de 1989 à 2013 avant de redevenir Urroz le 29 novembre 2013.

## Division linguistique
En 2011, 96,2% de la population d'Urroz avait le basque comme langue maternelle. La population totale située dans la zone bascophone en 2018, comprenant 64 municipalités dont Urroz, était bilingue à 60.8%, à cela s'ajoute 10.7% de bilingues réceptifs. Avec Arantza, c'est la municipalité plus bascophone de Navarre.

### Droit
En accord avec Loi forale 18/1986 du 15 décembre sur le basque, la Navarre est linguistiquement divisée en trois zones. Cette municipalité fait partie de la zone bascophone où l'utilisation du basque y est majoritaire. Le basque et le castillan sont utilisés dans l'administration publique, les médias, les manifestations culturelles et en éducation cependant l'usage courant du basque y est présent et encouragé le plus souvent.

### Sources
- (es) Cet article est partiellement ou en totalité issu de l’article de Wikipédia en espagnol intitulé « Urroz de Santesteban » (voir la liste des auteurs).